# Roberto Tricoli
José Roberto Tricoli ou Beto Tricoli, (Atibaia, 22 de dezembro de 1961), é um político brasileiro, filiado ao partido Verde.
Foi prefeito de Atibaia de 2000 até 2007, tendo ganhado tanto a eleição de 2000 quanto a de 2004.
Em 2010, foi eleito deputado estadual para a 17ª legislatura (2011-2015).